# Reemtsma
Reemtsma Cigarettenfabriken GmbH is een internationaal actief Duits bedrijf van tabakswaren, met zetel in Hamburg. Het is sedert 2002 een dochtermaatschappij van Imperial Brands.
Enkele sigarettenmerken van Reemtsma zijn Davidoff, R1, R6, Ernte 23, Peter Stuyvesant en West.

## Geschiedenis
De firma ontstond in 1910 toen Bernhard Reemtsma, een uit Oost-Friesland afkomstige ondernemer, de sigarettenfabriek Dixi uit Erfurt volledig overnam. Na de Eerste Wereldoorlog stapten zijn zonen in het bedrijf dat toen OHG Cigarettenfabrik Dixi, Inh. B. Reemtsma & Söhne werd. Het merk Dixi verdween in 1919 en Reemtsma voerde eigen merken in, waaronder R6, Ernte 23 ("oogst van 23", geïntroduceerd in 1924)  en Gelbe Sorte.
In 1921 werd Reemtsma een naamloze vennootschap, Reemtsma AG. In 1923 verhuisde de firma naar het stadsdeel Hamburg-Altona, dat toen nog tot Pruisen behoorde. Het bedrijf groeide sterk in de periode van de Weimarrepubliek en in nazi-Duitsland door de invoering van moderne marketing- en productietechnieken maar vooral door een agressieve overnamepolitiek en nauwe banden met de machthebbers. Halverwege de jaren 1930 controleerde Reemtsma ongeveer twee derde van de Duitse sigarettenproductie.
Na de oorlog werd het bedrijf eerst onder toezicht van de bezettingsmacht geplaatst. In 1948 werd het herstart als H. F. & Ph. F. Reemtsma GmbH. In 1959 lanceerde Reemtsma het merk Peter Stuyvesant en opende het een nieuwe fabriek in West-Berlijn.
In 1980 werd Tchibo Frisch-Röst-Kaffee AG uit Hamburg hoofdaandeelhouder in Reemtsma.
Na de val van het IJzeren Gordijn breidde Reemtsma haar activiteiten uit in Oost-Europa; het nam onder meer het Poolse merk Mocne over. Reemtsma expandeerde ook naar Azië en het Midden-Oosten.
In 2002 verwierf Imperial Tobacco 90,01% van de aandelen van Reemtsma; later ook alle resterende aandelen. De fabriek in Berlijn werd in 2012 gesloten. Reemtsma heeft nog twee fabrieken in Duitsland, in Langenhagen (Nedersaksen) en in Trossingen.